# Hapaloteucha
Hapaloteucha é um gênero de traça pertencente à família Agonoxenidae.